# 奥林匹娅·奥尔德西
奥林匹娅·奥尔德西（英語：Olympia Aldersey，1992年7月26日—），澳大利亚女子赛艇运动员。她曾代表澳大利亚参加世界赛艇锦标赛，获得一枚金牌和二枚铜牌。她也曾参加2016年和2020年夏季奥林匹克运动会。